# Nannizziopsis vriesii
Nannizziopsis vriesii är en svampart som först beskrevs av Apinis, och fick sitt nu gällande namn av Currah 1985. Nannizziopsis vriesii ingår i släktet Nannizziopsis och familjen Onygenaceae.   Inga underarter finns listade i Catalogue of Life.